# Wallenbergmedaljen

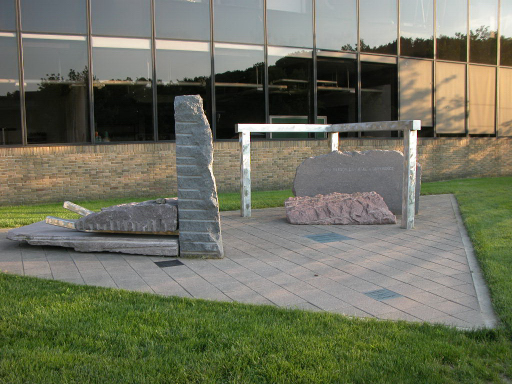
Skulpturen Köszönöm Raoul Wallenberg (Tack Raoul Wallenberg) av Jon Rush, på University of Michigans North Campus, Ann Arbor, Michigan, USA, invigd 1995 av Per Anger

Wallenbergmedaljen är en amerikansk utmärkelse för humanitära insatser.
Wallenbergmedaljen delas ut till minne av Raoul Wallenberg av The Wallenberg Endowment of the University of Michigan sedan 1990 till personer som gjort enastående humanitära insatser. 
Medaljen i brons med guldplätering är formgiven av Jon Rush, professor i formgivning vid universitetet. På åtsidan finns ett porträtt av Raoul Wallenberg och citatet: "One Person Can Make a Difference". På frånsidan finns universitetets sigill och orden "Raoul Wallenberg, årskurs 1935". 

## Mottagare av Wallenbergmedaljen
- 1990 Elie Wiesel, författare och mottagare av Nobels fredspris
- 1991 Jan Karski, polsk forskare och motståndsman under andra världskriget
- 1992 Helen Suzman, sydafrikansk politiker och apartheidmotståndare
- 1993 Dalai lama, tibetansk kyrkoledare och mottagare av Nobels fredspris
- 1994 Miep Gies, holländska och en av dem som gömde Anne Frank
- 1995 Per Anger, diplomat vid Sveriges legation i Budapest 1942-45
- 1996 Marion Pritchard, holländska som räddade judiska liv i Amsterdam under det andra världskriget
- 1997 Simha Rotem, polsk jude som deltog i upproret i Warszawas getto 1943 och Warszawaupproret 1944
- 1999 John Lewis, amerikansk politiker och medborgarrättsaktivist
- 2000 Nina Lagergren, halvsyster till Raoul Wallenberg
- 2001 Marcel Marceau, fransk mimartist och motståndsman under andra världskriget
- 2002 Kailash Satyarthi, indisk ingenjör som ägnat sitt liv åt att bekämpa barnarbete
- 2003 Bill Basch, ungersk jude som var medlem i motståndsrörelsen från 1942 och senare var medhjälpare till Raoul Wallenberg för att skydda judar i Budapest 1944-45
- 2004 Heinz Drossel, tysk domare som under det andra världskriget som armélöjtnant aktivt opponerade mot nazismen och hjälpte judiska familjer att gömma sig undan Gestapo. Drossel har också mottagit utmärkelsen Rättfärdig bland folken.
- 2005 Paul Rusesabagina, rwandisk hotellmanager, som gömt flyktingar under folkmordet i Rwanda 1994
- 2006 Luise Radlmeier, nunna som har arbetat i Kenya sedan 1980-talet med att hjälpa flyktingar från Södra Sudan med bostäder,mat och utbildning
- 2007 Sompop Jantraka, thailändsk hjälparbetare som arbetar med att motarbeta barnprostitution, grundare 1989 av Development and Education Programme for Daughters and Communities ' (DEPDC), som ger bostad och utbildning till fattiga barn
- 2008 Desmond Tutu, anglikansk biskop i Sydafrika och apartheidsmotståndare
- 2009 Lydia Cacho, mexikansk journalist, medborgarrättsaktivist och grundare av Ciam Cancún, ett skyddshem för misshandlade kvinnor och barn
- 2010 Denis Mukwege, kongolesisk chefskirurg, som uppmärksammat och specialiserat sig på vård för kvinnor drabbade av sexuellt våld i krigszoner.
- 2011 Aung San Suu Kyi, burmesisk oppositionsledare
- 2012 Maria Gunnoe, amerikansk miljökämpe
- 2014 Ágnes Heller, ungersk filosof
- 2015 Masha Gessen, rysk-amerikansk journalist
- 2016–2017 Bryan Stevenson
- 2018 March For Our Lives och B.R.A.V.E. Youth Leaders